# Premi Naoki
El Premi Naoki (直木三十五賞 Naoki Sanjūgo Shō) és el guardó literari més prestigiós del Japó, establert el 1935 en memòria de l'escriptor japonès Sanjūgo Naoki. S'atorga dues vegades a l'any i està destinat originalment a promocionar autors novells o desconeguts, tot i que des dels anys setanta s’ha atribuït cada vegada més a autors ja reconeguts. Recompensa tot tipus de novel·les populars, tant històriques com de novel·la policíaca. El premi consisteix en un rellotge i una bossa d’un milió de iens.

## Llista de guardonats i les obres premiades
| Any    | Autor                          | Llibre                                                        | Llibre(en japonès)                         | Ref. |
| ------ | ------------------------------ | ------------------------------------------------------------- | ------------------------------------------ | ---- |
| 1970/1 | Junichi Watanabe Iūki Shōji    | Hikari to Kage Gunki ha tameku motoni                         | 光と影 軍旗はためく下に                    |      |
| 1970/2 | Jō Toyoda                      | Nagara-gawa                                                   | 長良川                                     |      |
| 1971/1 | desert                         | -                                                             | -                                          | -    |
| 1971/2 | desert                         | -                                                             | -                                          | -    |
| 1972/1 | Hisashi Inoue Tsunabuchi Kenjō | Tegusari shinjū Zan                                           | 手鎖心中 斬                                |      |
| 1972/2 | desert                         | -                                                             | -                                          | -    |
| 1973/1 | Shuhei Fujisawa Hideo Osabe    | Ansatsu no nenrin Tsugaru yozare bushi                        | 暗殺の年輪 津軽世去れ節                    |      |
| 1973/2 | desert                         | -                                                             | -                                          | -    |
| 1974/1 | Giichi Fujimoto                | Oni no uta                                                    | 鬼の詩                                     |      |
| 1974/2 | Ryō Hanmura Magoroku Ide       | Amayadori Atorasu densetsu                                    | 雨やどり アトラス伝説                      |      |
| 1975/1 | desert                         | -                                                             | -                                          | -    |
| 1975/2 | Ryūzō Saki                     | Fukushūsuru wa ware ni ari                                    | 復讐するは我にあり                         |      |
| 1976/1 | desert                         | -                                                             | -                                          | -    |
| 1976/2 | Kyōzō Miyoshi                  | Kosodategokko                                                 | 子育てごっこ                               |      |
| 1977/1 | desert                         | -                                                             | -                                          | -    |
| 1977/2 | desert                         | -                                                             | -                                          | -    |
| 1978/1 | Iō Tsumoto Takehiro Irokawa    | Shinchō no umi Rikon                                          | 深重の海 離婚                              |      |
| 1978/2 | Tomiko Miyao Natsuo Ariake     | Ichigen no koto Dai naniwa shonin ourai                       | 一絃の琴 大浪花諸人往来                    |      |
| 1979/1 | Atoda Takashi Komimasa Tanaka  | Napporeon kyō Rōkyokushi asahi maru no hanashi i Mimi no koto | ナポレオン狂 浪曲師朝日丸の話 i ミミのこと |      |
| 1979/2 | desert                         | -                                                             | -                                          | -    |

### Anys 1980
| Any    | Autor                          | Llibre                                                | Llibre(en japonès)                              | Ref. |
| ------ | ------------------------------ | ----------------------------------------------------- | ----------------------------------------------- | ---- |
| 1980/1 | Kuniko Mukōdona Kageki Shimoda | Hana no namae, Kawauso i Inugoya Kiiroi kiba          | 花の名前, かわうそ i 犬小屋 黄色い牙            |      |
| 1980/2 | Masanori Nakamura              | Genshu no muhon                                       | 元首の謀叛                                      |      |
| 1981/1 | Yukio Aoshima                  | Ningen banji saiou ga hinoe uma                       | 人間万事塞翁が丙午                              |      |
| 1981/2 | Kouhei Tsuka Akira Mitsuoka    | Kamata kōshin kyoku Kirai                             | 蒲田行進曲 機雷                                 |      |
| 1982/1 | Iūsuke Fukada Tomomi Muramatsu | Ennetsu shōnin Jidai ja no nyōbō                      | 炎熱商人 時代屋の女房                           |      |
| 1982/2 | desert                         | -                                                     | -                                               | -    |
| 1983/1 | Kōshi Kurumizawa               | Kuropan Furyoki                                       | 黒パン俘虜記                                    |      |
| 1983/2 | Takurō Kanki Osamu Takahashi   | Shiseikatsu Hiden                                     | 私生活 秘伝                                     |      |
| 1984/1 | Mikihiko Renjō Toshizō Nanba   | Koibumi Tingues-noji emmuralla                        | 恋文 てんのじ村                                 |      |
| 1984/2 | desert                         | -                                                     | -                                               | -    |
| 1985/1 | Iōko Yamaguchi                 | Enka no mushi                                         | 演歌の虫                                        |      |
| 1985/2 | Seigo Morita Moriko Hayashi    | Uo kashi monogatari Saishubin ni aida ni aeba         | 魚河岸ものがたり 最終便に間に合えば             |      |
| 1986/1 | Hiroko Minagawa                | Koi beni                                              | 恋紅                                            |      |
| 1986/2 | Go Ousaka Shinpei Tokiwa       | Gadis no akai hoshi Tooi America                      | カディスの赤い星 遠いアメリカ                   |      |
| 1987/1 | Eimi Yamada Ichirō Shiraishi   | Sōru Myūjikku Rabāzu Onrī Kairo donin                 | ソウル・ミュージック・ラバーズ・オンリー 海狼伝 |      |
| 1987/2 | Makio Abe                      | Sorezore no shūgakushō                                | それぞれの終楽章                                |      |
| 1988/1 | Tamio Kageyama Masaaki Nishiki | Tōi umi kara kita COO Kooreru hitomi                  | 遠い海から来たCOO 凍れる瞳                      |      |
| 1988/2 | Akiko Sugimoto Shizuko Tōdō    | Tōkyō shindaihashi uchūzu Urete yuku natsu            | 東京新大橋雨中図 熟れてゆく夏                   |      |
| 1989/1 | Nejime Shōichi Akira Sasakura  | Kōenji junjō shōtengai Tooi kuni kara no satsujin sha | 高円寺純情商店街 遠い国からの殺人者             |      |
| 1989/2 | Seiji Hoshikawa Ryō Hara       | Shōdonin shō Watashi ga koroshita shōjo               | 小伝抄 私が殺した少女                           |      |

### Anys 1990
| Any    | Autor                                | Llibre                                              | Llibre(en japonès)                   | Ref. |
| ------ | ------------------------------------ | --------------------------------------------------- | ------------------------------------ | ---- |
| 1990/1 | Tsumao Awasaka                       | Kage kikyō                                          | 蔭桔梗                               |      |
| 1990/2 | Kaoru Furukawa                       | Hyōhakusha no ària                                  | 漂泊者のアリア                       |      |
| 1991/1 | Masamitsu Miyagitani Sunao Ashihara  | Natsu hime shunjū Seishun dendeke dekedeke          | 夏姫春秋 青春デンデケデケデケ        |      |
| 1991/2 | Yoshio Takahashi Katsuhiko Takahashi | Okami bugyō Akai kioku                              | 狼奉行 緋い記憶                      |      |
| 1992/1 | Shizuka Ijūin                        | Uke zuki                                            | 受け月                               |      |
| 1992/2 | Tatsurō Dekune                       | sukuda jima futari shobō                            | 佃島ふたり書房                       |      |
| 1993/1 | Kaoru Takamura Aiko Kitahara         | Makusu no yama Koi wasure gusa                      | マークスの山 恋忘れ草                |      |
| 1993/2 | Arimasa Ōsawa Masayoshi Satō         | Shinjuku zame - Mugen ningyō Ebisuya kihyōi tebikae | 新宿鮫-無間人形 恵比寿屋喜兵衛手控え |      |
| 1994/1 | Yasuhisa Ebisawa Akihiko Nakamura    | Kikyō Futatsu no sanga                              | 帰郷 二つの山河                      |      |
| 1994/2 | desert                               | -                                                   | -                                    | -    |
| 1995/1 | Shun Akasegawa                       | Hakkyū zan-ei                                       | 白球残映                             |      |
| 1995/2 | Iori Fujiwara Mariko Koike           | Terorisuto no parasoru Koi                          | テロリストのパラソル 恋              |      |
| 1996/1 | Rosteix Nonami                       | Kogoeru kiba                                        | 凍える牙                             |      |
| 1996/2 | Masako Bàndol                        | Yamamba                                             | 山妣                                 |      |
| 1997/1 | Jirō Rostida Setsuko Shinoda         | Poppaya Onnatachi no jihādo                         | 鉄道員 女たちのジハード              |      |
| 1997/2 | desert                               | -                                                   | -                                    | -    |
| 1998/1 | Kurumatani Chōkitsu                  | Akame yonjūhachi-taki shinjū misui                  | 赤目四十八瀧心中未遂                 |      |
| 1998/2 | Miyabe Miyuki                        | Riyū                                                | 理由                                 |      |
| 1999/1 | Natsuo Kirino Kenichi Sato           | Yawaraka na hoho Ouhi no Rikon                      | 柔らかな頬 王妃の離婚                |      |
| 1999/2 | Rei Nakanishi                        | Nagasaki burabura-bushi                             | 長崎ぶらぶら節                       |      |

### Anys 2000
| Any    | Autor                             | Llibre                                                   | Llibre(en japonès)                                | Ref. |
| ------ | --------------------------------- | -------------------------------------------------------- | ------------------------------------------------- | ---- |
| 2000/1 | Yoichi Funado Kazuki Kaneshiro    | Niji no tani no gogatsu GO                               | 虹の谷の五月 idem.                                |      |
| 2000/2 | Shigematsu Kiyoshi Yamamoto Fumio | Bitamin F Puranaria                                      | ビタミンF プラナリア                              |      |
| 2001/1 | Yoshinaga Fujita                  | Ai no ryōbun                                             | 愛の領分                                          |      |
| 2001/2 | Yamamoto Ichiriki Yuikawa Kei     | Akanezora Katagoshi no koibito                           | あかね空 肩ごしの恋人                             |      |
| 2002/1 | Yuzaburo Otokawa                  | Ikiru                                                    | 生きる                                            |      |
| 2002/2 | desert                            | -                                                        | -                                                 | -    |
| 2003/1 | Ira Ishida Yuka Murayama          | 4-Teen Hoshiboshi no fune                                | フォーティーン 星々の舟                           |      |
| 2003/2 | Kaori Ekuni Natsuhiko Kyogoku     | Gōkyūsuru jumbi wa dekiteita Kōsetsu hyaku monogatari    | 号泣する準備はできていた 後巷説百物語             |      |
| 2004/1 | Hideo Okuda Tatsuya Kumagai       | Kūchū Buranko Kaikō no mori                              | 空中ブランコ 邂逅の森                             |      |
| 2004/2 | Kakuta Mitsuyo                    | Taigan no kanojo                                         | 対岸の彼女                                        |      |
| 2005/1 | Minato Shukawa                    | Hana manma                                               | 花まんま                                          |      |
| 2005/2 | Keigo Higashino                   | Iōgisha Ekkusu no Kenshin (La devoció del sospitós X)    | 容疑者Xの献身                                     |      |
| 2006/1 | Eto Mori Shion Miura              | Kaze ni maiagaru biniru shito Mahoroekimae Tada Benriken | 風に舞いあがるビニールシート まほろ駅前多田便利軒 |      |
| 2006/2 | desert                            | -                                                        | -                                                 | -    |
| 2007/1 | Kesako Matsui                     | Yoshiwara Tebikigusa                                     | 吉原手引草                                        |      |
| 2007/2 | Kazuki Sakuraba                   | Watashi no otoko                                         | 私の男                                            |      |
| 2008/1 | Areno Inoue                       | Kiriha he                                                | 切羽へ                                            |      |
| 2008/2 | Kenichi Yamamoto Arata Tando      | Rikyū ni Tazuneyo Itamu Fita                             | 利休にたずねよ 悼む人                             |      |
| 2009/1 | Kaoru Kitamura                    | Sagi to yuki                                             | 鷺と雪                                            |      |
| 2009/2 | Kazufumi Shiraishi Jō Sasaki      | Hokanaranu fita he Haikyo ni kou                         | ほかならぬ人へ 廃墟に乞う                         |      |

### Anys 2010
| Any    | Autor                        | Llibre                               | Llibre(en japonès)       | Ref.  |
| ------ | ---------------------------- | ------------------------------------ | ------------------------ | ----- |
| 2010/1 | Kyoko Nakajima               | Chiisai ouchi                        | 小さいおうち             |       |
| 2010/2 | Nobori Kiuchi Shusuke Michio | Hyōsa no utau Tsuki to Kani          | 漂砂のうたう 月と蟹      |       |
| 2011/1 | Jun Ikeido                   | Shitamachi rokketo                   | 下町ロケット             |       |
| 2011/2 | Rin Hamuro                   | Higurashi no Ki                      | 蜩ノ記                   |       |
| 2012/1 | Mizuki Tsujimura             | Kagi no nai yumu wo miru             | 鍵のない夢を見る         |       |
| 2012/2 | Asai Ryo Abe Ryutaro         | Nanimono Tohaku                      | 何者 等伯                |       |
| 2013/1 | Shino Sakuragi               | Hotel Royal                          | ホテルローヤル           |       |
| 2013/2 | Makate Asai Kaoruko Himeno   |                                      | 恋歌 昭和の犬            |       |
| 2014/1 | Hiroyuki Kurokawa            |                                      | 破門                     |       |
| 2014/2 | Kanako Nishi                 |                                      | サラバ!                  |       |
| 2015/1 | Akira Higashiyama            | Ryu                                  | 流                       |       |
| 2015/2 | Bunpei Aoyama                | Tsuma wo Metorava                    | つまをめとらば           |       |
| 2016/1 | Bunpei Aoyama                | Tsuma wo Metorava                    | つまをめとらば           | [ 1 ] |
| 2016/2 | Hiroshi Ogiwara              | Umi no Mieru Rihatsuten              | 海の見える理髪店         | [ 2 ] |
| 2017/1 | Riku Onda                    | Hachimitsu to Enrai                  | 蜂蜜と遠雷               | [ 3 ] |
| 2017/2 | Satō Shōgo                   | Tsuki no Michikake                   | 月の満ち欠け             | [ 4 ] |
| 2018/1 | Yoshinobu Kadoi              | Gingatetsudo no Chichi               | 銀河鉄道の父             | [ 5 ] |
| 2018/2 | Rio Shimamoto                | First Love                           | idem.                    | [ 6 ] |
| 2019/1 | Junjo Shindo                 | Takarajima                           | 宝島                     | [ 7 ] |
| 2019/2 | Masumi Oshima                | Uzu Imoseyama Onna Teikin Tamamusubi | 渦 妹背山婦女庭訓 魂結び | [ 8 ] |

### Anys 2020
| Any    | Autor          | Llibre    | Llibre(en japonès) | Ref.  |
| ------ | -------------- | --------- | ------------------ | ----- |
| 2020/1 | Soichi Kawagoe | Netsu Gen | 熱源               | [ 9 ] |